# Believe again/Brightest Melody/Over The Next Rainbow
《Believe again/Brightest Melody/Over The Next Rainbow》為Saint Aqours Snow（Saint Snow、Aqours）的單曲。於2019年2月6日由Lantis發售。其中收錄的兩首曲目《Believe again》以及《Brightest Melody》為電影《Love Live! Sunshine!! 學園偶像電影～彩虹彼端～》的劇中插曲。

## 概要
本單曲為電影《Love Live! Sunshine!! 學園偶像電影～彩虹彼端～》的劇中插曲第三彈。收錄了《Love Live! Sunshine!! 學園偶像電影～彩虹彼端～》其中的兩首插曲，以及一首由Saint Aqours Snow演唱的新曲。這也是Love Live!系列的第一張三A面單曲。
第一首曲目《Believe again》是Saint Snow的樂曲。在劇中，這首曲目原先是Saint Snow要在Love Live!決賽演唱的歌曲，但因為Saint Snow在Love Live!北海道地區賽落選而未披露。為了鼓勵想要接續姊姊的理想，但在組成新學員偶像團體過程遭遇挫折的理亞而自行舉辦的「Love Live!決勝延長戰」中，與Aqours競爭而披露。這也是首度有Saint Snow單獨演唱的曲子作為單曲標題曲發售。
第二首曲目《Brightest Melody》則是Aqours的樂曲。是「Love Live!決勝延長戰」中Aqours所披露的曲子，C位為高海千歌。劇中，這是作為九個人的Aqours的最後一曲。演出到副歌時，1、2年級生的服裝將變成白色。
第三首曲目《Over The Next Rainbow》則是Saint Aqours Snow的樂曲。這首樂曲為劇場版的概念曲，在劇中並未使用。
初回生產特典隨機附送了Saint Aqours Snow成員卡片一枚（全11種），以及演唱會《LoveLive! Sunshine!! Aqours 5th LoveLive! ～Next SPARKLING～》第一天及第二天（2019年6月8日、9日）的第二輪門票抽選劵，並在不同的店家開始實行了不同的特典活動。

## 影響
本單曲於2019年2月5日公布的Oricon單曲排行榜日榜以約三萬張的銷售數量位於第三，並於兩日後的2月7日提升到第二名。在2019年2月18日公布的Oricon單曲排行榜週榜，本單曲以7.0萬張的銷售數量排名第三，僅次於Kis-My-Ft2的《君を大好きだ》以及IZ*ONE的《想要你說喜歡我》。對於Saint Snow來說，這刷新了其前作《Awaken the power》先前5.3萬張的成績。同時，Aqours的前作《逃離迷途莫比烏斯環/Hop? Stop? Nonstop!》也排名第五，使Aqours有兩張單曲連續兩週同時進入排行榜前五。這也讓Aqours達成自出道作以來連續19部作品排名於週榜五名以內的紀錄。
在Billboard JAPAN方面，本單曲的第一首樂曲《Believe again》在2019年2月18日的Billboard JAPAN HOT Animation排行榜排名第一，在Hot 100榜上排名第三。本單曲在Top Singles Sales榜則以約73,461張的銷量排名第三，這也使劇中插曲系列的單曲銷售量總和突破了10萬張。
音樂串流排行榜方面，本單曲的第一首樂曲《Believe again》在2019年2月6日的日本iTunes排行榜上獲得第一名。這是首度有Saint Snow的樂曲獲得第一。對Love Live!系列的樂曲來說，這是自《WATER BLUE NEW WORLD》一年前達到排行榜第一名後的首次。2019年2月6日的Oricon數位歌曲排行榜日榜中，《Believe again》、《Brightest Melody》、《Over The Next Rainbow》三首樂曲分別排名第一、第二及第三名。這是繼2018年8月28日《偶像大師 灰姑娘女孩》系列樂曲獨佔該榜前九名以來，首度有單一系列的樂曲獨佔該榜前三名。這也是Oricon首見有同張單曲的收錄曲獨佔該榜前三名。

## 收錄曲
收錄內容中Vocal曲以粗體表示，括號內的中文翻譯僅供參考，並非官方翻譯。
| CD       | CD                                   | CD                      | CD                     | CD                | CD    |
| 曲序     | 曲目                                 | 作曲                    | 编曲                   | 歌手              | 时长  |
| -------- | ------------------------------------ | ----------------------- | ---------------------- | ----------------- | ----- |
| 1.       | Believe again                        | 河田貴央                | 河田貴央               | Saint Snow        | 4:42  |
| 2.       | Brightest Melody                     | 光増基                  | EFFY                   | Aqours            | 4:21  |
| 3.       | Over The Next Rainbow                | Kanata Okajima、TAKAROT | TAKAROT、Shinji Tanaka | Saint Aqours Snow | 4:59  |
| 4.       | （烏賊來到沼津了！（廣播劇））       |                         |                        |                   | 13:17 |
| 5.       | （函館的烏賊、沼津的烏賊（廣播劇）） |                         |                        |                   | 10:54 |
| 6.       | （於是在此情人節對決（廣播劇））     |                         |                        |                   | 6:44  |
| 7.       | （閃耀My Sweet Town（廣播劇））      |                         |                        |                   | 15:04 |
| 总时长： | 总时长：                             | 总时长：                | 总时长：               | 总时长：          | 60:01 |

## 外部連結
- Lantis的介紹頁面（页面存档备份，存于）